# Harriot Kezia Hunt

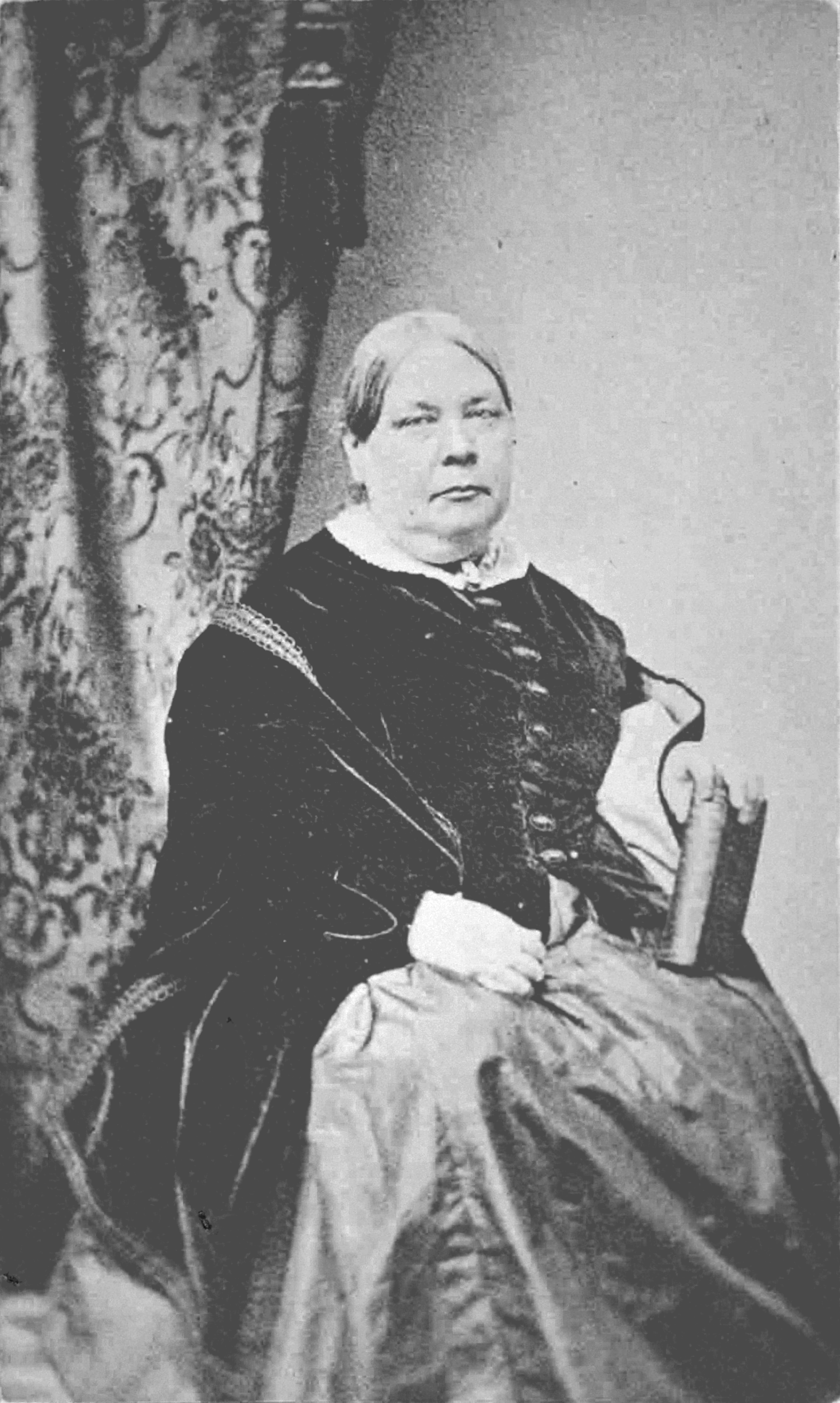
Harriot Kezia Hunt, 1910

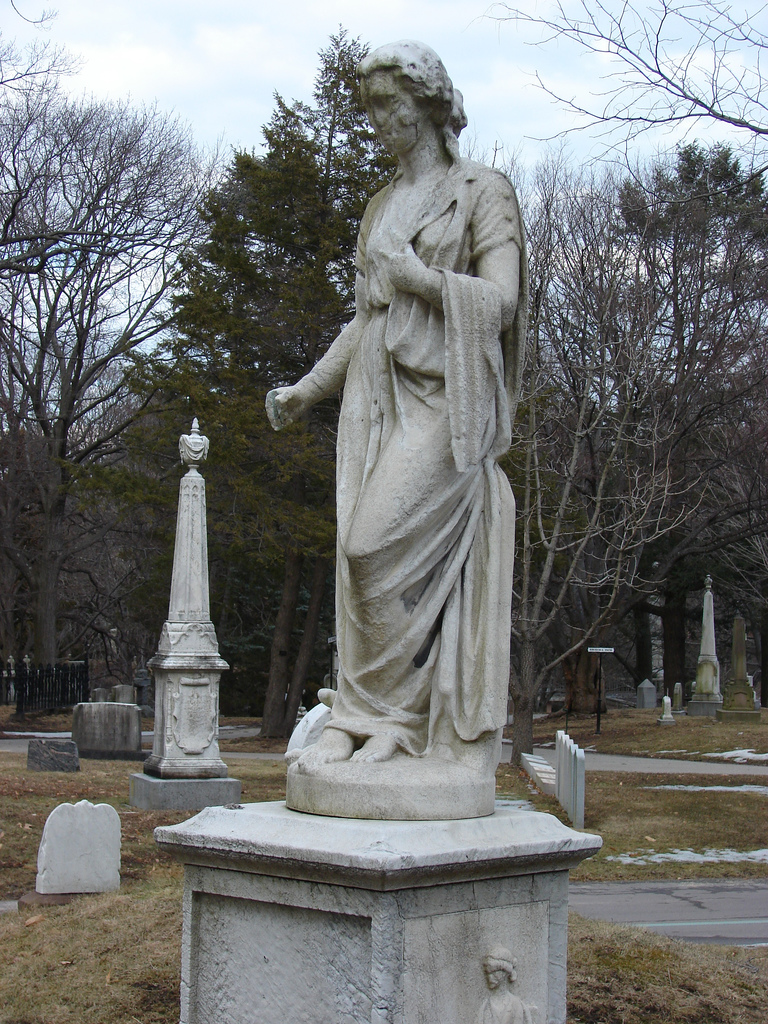
Hygeia-Statue, die Edmonia Lewis zwischen 1871 und 1872 für das Grab von Dr. Harriot Kezia Hunt auf dem Mount Auburn Cemetery geschnitzt hat

Harriot Kezia Hunt (* 9. November 1805 in Boston, Massachusetts, Vereinigte Staaten; † 2. Januar 1875 ebenda) war eine amerikanische Ärztin und Aktivistin. 

## Leben und Werk
Hunt war die Tochter von Joab Hunt und Kezia Wentworth Hunt und wurde zu Hause von ihren Eltern erzogen. 1827 starb ihr Vater und ließ die Familie ohne finanzielle Unterstützung zurück. Sie eröffnete daraufhin mit ihrer Schwester Sarah in ihrem Haus eine Privatschule. Als ihre Schwester krank wurde und die Ärzte in Boston ihre Krankheit weder diagnostizieren noch heilen konnten, las sie medizinische Bücher und führte sie selbst eine Behandlung durch. 1833 konsultierte sie im Namen ihrer Schwester die Heilpraktiker Elizabeth und Richard Mott, die Tuberkulose diagnostizierten und schließlich nach einer schweren dreijährigen Krankheit heilten.
Danach begannen Hunt und ihre Schwester 1833 eine Medizinausbildung bei den Heilpraktikern Elizabeth und Richard Mott. Hunt profitierte stark von der klinischen Beobachtung während der Arbeit mit Elizabeth Mott, die im Allgemeinen die meisten weiblichen Patienten behandelte. 1835 eröffnete Hunt ohne medizinisches Diplom mit ihrer Schwester eine eigene Praxis. Als 1940 ihre Schwester heiratete, praktizierte sie allein weiter. Sie war überzeugt, dass viele Krankheiten ihrer Patientinnen in ungenügendem Wissen über den eigenen Körper begründet waren, und gründete 1843 die Ladies' Physiological Society, die durch Aufklärung Abhilfe schaffen sollte.
Hunt war die erste Frau, die sich 1847 an der Harvard Medical School bewarb. Der Dekan und amerikanische Arzt Oliver Wendell Holmes, Sr. erwog zunächst ihre Bewerbung anzunehmen. Er wurde jedoch von der männlichen Studentenschaft sowie den Universitätsaufsehern und anderen Fakultätsmitgliedern heftig kritisiert, und sie wurde gebeten, ihre Bewerbung zurückzuziehen. Kurz nach Elizabeth Blackwells Abschluss am Geneva College 1849 bewarb sich Hunt erneut erfolglos an der Harvard Medical School. Obwohl sie auch nach ihrer zweiten Bewerbung nicht in Harvard aufgenommen wurde, praktizierte sie weiterhin selbstständig Medizin. Sie wurde so bekannt, dass sie 1853 einen Ehrendoktor des Female Medical College in Pennsylvania erhielt.
Im Mai 1850, zum Abschluss des jährlichen Treffens der American Anti-Slavery Society in Boston, wurde angekündigt, dass Interessierte zurückbleiben und bei der Planung einer nationalen Frauenrechtskonvention helfen sollten. Zwei Männer und neun Frauen nahmen an der Diskussion teil, darunter Paulina Wright Davis, Abby Kelley, Lucy Stone und Harriot Hunt.
Im Oktober 1850 nahm sie an der ersten nationalen Frauenrechtsversammlung in Worcester, Massachusetts, teil und lernte dabei die führenden Frauenrechtlerinnen persönlich kennen. Von da an kämpfte sie auf vielen Gebieten für die Gleichberechtigung. Sie setzte sich auch leidenschaftlich für das Recht der Frauen ein, Medizin zu lernen und zu praktizieren und allgemeiner ausgebildet zu werden. Sie half bei der Gründung einer Designschule in Boston, um die Beschäftigungsmöglichkeiten von Frauen zu erweitern, und beantragte beim Gesetzgeber von Massachusetts die Gleichberechtigung von Frauen im Bildungsbereich. Ab 1852 begleitete sie zwei Jahrzehnte lang ihre jährliche Steuerzahlung an die Bostoner Behörden mit einem Protest gegen die Besteuerung des Eigentums einer Person, die nicht wählen durfte. Ihre Autobiografie Glances and Glimpses wurde 1856 veröffentlicht.
Sie setzte sowohl ihre medizinische Praxis als auch ihre Reformaktivitäten bis zu ihrem Tod am 2. Januar 1875 fort. Sie wurde auf dem Mount Auburn Cemetery in der Nähe von Boston beigesetzt und ihr Grab ist mit einer Statue der griechischen Gesundheitsgöttin Hygieia versehen, die von der afroamerikanischen Bildhauerin Edmonia Lewis geschaffen wurde. 